# Ontherus planus
Ontherus planus là một loài bọ cánh cứng trong họ Bọ hung (Scarabaeidae).